# Grand Slam Cup 1992
La Grand Slam Cup 1992 è stato un torneo di tennis giocato sul sintetico indoor. È stata la 3ª edizione del torneo maschile che fa parte dell'ATP Tour 1992. Si è giocato all'Olympiahalle di Monaco di Baviera in Germania dall'8 al 13 dicembre 1992.

## Campioni

### Singolare maschile
Michael Stich ha battuto in finale  Michael Chang con il punteggio di 6–2, 6–3, 6–2